# (7170) Livesey
(7170) Livesey est un astéroïde de la ceinture principale.

## Description
(7170) Livesey est un astéroïde de la ceinture principale. Il fut découvert le 30 juin 1987 à Siding Spring par Robert H. McNaught. Il présente une orbite caractérisée par un demi-grand axe de 2,70 UA, une excentricité de 0,18 et une inclinaison de 12,5° par rapport à l'écliptique.

## Compléments